# القنب الهندي في آيسلندا
القنب الهندي في آيسلندا غير قانوني. يتم معاقبة جرائم مثل البيع والزراعة بشدة ويمكن أن تؤدي إلى عقوبة السجن. لن يؤدي حيازة مبالغ صغيرة إلى عقوبة السجن، لكن المجرمين سيظلون عرضة للتوقيف ودفع غرامة.

## تاريخ
تم حظر القنب لأول مرة في 14 أكتوبر 1969, عندما تم وضع لائحة لحظر القنب. أضافت اللائحة الحشيش إلى لائحة مكافحة الأفيون الحالية, بسبب المخاوف من زيادة الشعبية بين الشباب. في عام 1974 أضيف الحظر إلى التشريع الآيسلندي.

## إحصائيات
6.6٪ من السكان يستهلكون القنب بانتظام. يُعتقد عمومًا أن هذا الرقم هو 18.3٪ بسبب ارتباك البيانات؛ 18.3٪ هو عدد الأيسلنديين الذين يستهلكون القنب بانتظام من بين المجموعة الفرعية من السكان الذين استهلكوا القنب في أي وقت مضى.